# تانگا لوآ
تانگا لوآ (انگلیسی: Tanga Loa؛ زادهٔ ۷ مهٔ ۱۹۸۳) کشتی‌گیر کشتی حرفه‌ای اهل ایالات متحده آمریکا است.